# Pilar Armanet
María Pilar Armanet Armanet (Santiago, 4 de febrero de 1950) es una abogada, académica, investigadora, consultora y política chilena, exmilitante del Partido por la Democracia (PPD). Se desempeñó como ministra de Estado en la cartera de Secretaría General de Gobierno durante el primer mandato de la presidenta Michelle Bachelet y como representante diplomática de esa misma administración en Francia.

## Familia y estudios
Es hija del agricultor y militante del liberal, Agustín Ernesto Armanet Besa y de María Victoria Armanet Izquierdo. Está casada con el también agricultor Rafael José Astaburuaga Gutiérrez, con quien tiene tres hijos; Rafael, Andrés y Rodrigo.
Realizó sus estudios primarios y secundarios en el colegio de las Monjas Francesas de la capital y luego cursó la carrera de derecho en la Universidad de Chile, donde se tituló en el año 1973. En estas aulas fue compañera de Gutenberg Martínez, Soledad Alvear y Mario Fernández, entre otros destacados actores de la política local de su tiempo. Posteriormente obtuvo un magíster en estudios internacionales en la misma casa de estudios. Por esos años militaría en el Partido Nacional (PN).
Entre 1983 y 1987 fue directora del Instituto de Estudios Internacionales de la Universidad de Chile, entidad de la que fue académica e investigadora.

## En el Gobierno
En 1991 fue nombrada por el presidente demócrata cristiano Patricio Aylwin como directora de la División de Cultura del Ministerio de Educación. Tras su renuncia, reasumió cátedras en el instituto y facultad en las que se formó.
Participó en la elaboración del programa internacional de la campaña presidencial de Eduardo Frei Ruiz-Tagle, en 1993. Entre 1995 y 1999, ya en el gobierno de Frei Ruiz-Tagle, ocupó la presidencia del Consejo Nacional de Televisión (CNTV). Entre 2000 y 2006, con Ricardo Lagos al mando del país, se desempeñó como jefa de la división de Educación Superior del Ministerio de Educación.
Antes de ser nombrada como ministra secretaria general de Gobierno, a fines de 2009, Armanet se desempeñaba, desde abril de 2006, como embajadora de su país en Francia.

## Otras actividades
A partir de marzo de 2010 asumió como vicerrectora académica de la Universidad de Las Américas. En abril de 2014 asumió la rectoría de dicha casa de estudios.
Ha sido abogada integrante de la Corte de Apelaciones de Santiago, vicepresidenta del Comité Chileno de Cooperación Económica en la Cuenca del Pacífico y miembro del Comité Asesor de Política Exterior del Ministerio de Relaciones Exteriores.
En octubre de 2013 fue uno de los miembros creadores del movimiento político Fuerza Pública, liderado por el economista Andrés Velasco.